# AH Scorpii
AH Scorpii es una estrella hipergigante roja ubicada en la constelación de Escorpio, es una de las estrellas más grandes conocidas en la actualidad.

## Características físicas
AH Scorpii es una estrella variable semirregular con un período principal de 714 días.
El rango total de magnitud visual es 6.5 - 9.6, no se han detectado largos períodos secundarios, tiene un índice de color BV de 2.39.
Actualmente la estrella se encuentra rodeada por una nube de polvo estelar compuesta por máseres de SiO, H2O y OH.

## Tamaño
En el año 2012 los astrónomos del Very Large Telescope midieron los parámetros de tres hipergigantes en la región del centro de la Vía Láctea, siendo UY Scuti, AH Scorpii y KW Sagittarii.
AH Scorpii resultó ser la tercera estrella más grande de las tres, siendo sobrepasada por KW Sagittarii con una diferencia de casi 50 radios solares.

## Visibilidad
La estrella no es visible a simple vista, sin embargo es posible observarla con un prismático de 7x50.